# Дейл Карнегі
Дейл Карнегі (англ. Dale Carnegie; нар. 24 листопада 1888 — пом. 1 листопада 1955) — американський педагог, письменник та оратор-мотиватор. Був одним із творців теорії спілкування, перевівши наукові розробки психологів того часу в практичну галузь, та розробив власну концепцію безконфліктного спілкування. Заснував курси з самовдосконалення, навичок ефективного спілкування.

## Життєпис
Дейл Карнегі — американський письменник, лектор, що стояв біля витоків створення теорії спілкування, який перевів теоретичні розробки психологів у практичну галузь і розробив власну теорію безконфліктного й успішного спілкування.
Дейл Карнегі народився 24 листопада 1888 року на фермі в Мерівіллі, штат Міссурі. Сім'я жила дуже бідно, однак Дейл зміг вступити до державного коледжу та здобути якісну освіту.
Ще в школі вчителі зауважували особливу комунікабельність Дейла. Після закінчення школи Карнегі почав працювати розсильним у Небрасці, потім актором у Нью-Йорку і нарешті вирішив повчитися ораторського мистецтва. Заняття були вельми успішні, і Дейл вирішив почати власну практику. В процесі роботи Карнегі поступово розробляв унікальну систему навчання навичкам спілкування. Ця система була настільки неповторна, що він вирішив оформити авторські права на неї, видавши декілька буклетів, що увійшли до книг «Публічний виступ: практичний курс для підприємців» («Public Speaking: A Practical Course for Business Men») і «Публічний виступ та вплив на людей у бізнесі» («Public Speaking and Influencing Men in Business», 1926). У процесі роботи Карнегі співпрацював з Лоуеллом Томасом і пізніше видав їхню спільну працю — «Маловідомі факти про добревідомих людей» («Little Known Facts About Well Known People», 1934).
Справжній успіх й визнання читачів прийшли до Карнегі в 1936 році, коли на книжкових полицях багатьох магазинів з'явилася книга «Як здобувати друзів і впливати на людей» (How To Win Friends and Influence People). Як і попередні видання, ця книга не відкривала якихось абсолютно нових речей, ще невідомих про людську природу, проте вона містила короткі й водночас розширені поради, як найкраще поводитися, щоб завоювати цікавість та симпатію оточення. Він переконував читачів, що сподобатися може кожен і кожному, головне добре подати себе співрозмовникові. Книга «Як подолати неспокій і почати жити» («How to Stop Worrying and Start Living», 1948), присвячена способам подолання стресів і тому, як активізувати у собі здоровий глузд.
Карнегі вів власну колонку в одній з нью-йоркських газет, де давав відповіді на питання, що присилаються читачами. Пізніше з'явився його Інститут ефективного спілкування та людських взаємин («Dale Carnegie Institute for Effective Speaking and Human Relations»), який має філії в багатьох країнах.
Дейл Карнегі помер 1 листопада 1955 у Нью-Йорку.

## Праці
- «Art of Public Speaking» разом з Джозефом Езенвайном, 1915;
- «Public Speaking: A Practical Course for Business Men», 1926;
- «Public Speaking and Influencing Men in Business», 1926;
- «Little Known Facts About Well Known People» разом з Лоуеллом Томасом, 1934;
- «Як здобувати друзів і впливати на людей» (англ. "How To Win Friends and Influence People"), 1936. Українською мовою вперше опублікована в журналі «Всесвіт» (1988) за перекладом В. Грузина, книгою видана у 1990 році, київським видавництвом ЦК ЛКСМУ «Молодь», у 2011 р. вийшла українською у видавництві «Країна Мрій»;
- «Як подолати неспокій і почати жити» (англ. "How to Stop Worrying and Start Living"), 1948, вийшла українською у видавництві «Країна Мрій» у 2011 р.

## Видання українською

### Хронологія українських видань «Як здобувати друзів та впливати на людей»
- 1988 — текст книги вперше опублікований в журналі «Всесвіт», перекладач В. Грузин, за виданням 1964 року. 1990 року цей переклад Грузина, окремою книгою, випустило київське видавництво ЦК ЛКСМУ «Молодь» тиражем у 115 000 примірників.
- 2001 — вийшла у видавництві «Промінь» у перекладі Л. І. Підлісної, Т. І. Петренко, та С. В. Мясоєдової за переглянутим виданням 1981 року.
- 2011 — книга вийшла у видавництві Країна мрій у перекладі І. Іванченка

### Список видань українською
- Дейл Карнегі. «Як здобувати друзів та впливати на людей». Переклад з англійської: В. Грузин. Київ: журнал «Всесвіт», № 6 (714) (стр. 146—167), № 7 (715) (стр. 139—157), № 8 (716) (стр. 145—164, № 9 (717) (стр. 145—164) за 1988
  - (передрук) Дейл Карнегі. «Як здобувати друзів та впливати на людей». Переклад з англійської: В. Грузин. Київ: «Молодь», 1990 168 стр. ISBN 5-7720-0435-2
- Дейл Карнегі. «Як завойовувати друзів та впливати на людей»; «Як виробляти в собі впевненість і впливати на людей, виступаючи прилюдно»; «Як перестати хвилюватись і почати жити». Переклад з англійської: Л. І. Підлісна, Т. І. Петренко, С. В. Мясоєдова. Харків: «Промінь», 2001. 560 стр. ISBN 966-324-011-3 (вид. 2007), ISBN 978-966-8826-64-1 (вид. 2012) (перевидання 2005, 2007, 2011, 2012)
- Дейл Карнегі. «Як здобувати друзів та впливати на людей». Переклад з англійської: І. Іванченко; відповідальний редактор: Н. Ворош. Київ: «Країна Мрій». 2011. 208 стр. ISBN 978-617-538-058-1 (передрук 2015, 2017)
- Дейл Карнегі (з Брентом Коулом). «Як здобувати друзів та впливати на людей у цифрову еру». Переклад з англійської: Я. Гордієнко. Київ: «Країна Мрій». 2012. 256 стр. ISBN 978-617-538-221-9
- Дейл Карнегі. «Як подолати неспокій та почати жити». Переклад з англійської: І. Іванченко. Київ: «Країна Мрій». 2012. 271 стр. ISBN 978-617-538-057-4 (передрук 2015, 2017)
- Дейл Карнегі. «Як насолоджуватися своїм життям і отримувати задоволення від роботи». Переклад з англійської: Н. Лавська. Київ: «Країна Мрій». 2012. 155 стр. ISBN 6-17-538090-1 (передрук 2015, 2017)